# 紀三井寺公園
紀三井寺公園（きみいでらこうえん）は、和歌山県和歌山市紀三井寺にある和歌山県立の都市公園（運動公園）である。

## 概要
昭和39年（1964年）4月に陸上競技場・屋外庭球場・球技場・補助競技場が、翌昭和40年（1965年）には野球場が完成した。平成11年（1999年）2月には、登はん競技場も新設されている。
昭和46年（1971年）、第26回国民体育大会（黒潮国体）が開催された。面積は紀三井寺緑道を含んで17.23hr。

## 施設紹介
- 陸上競技場（日本陸連第1種公認）
- 補助競技場
- 野球場
- 球技場（サッカー、ラグビー、アメリカンフットボール、フィールドホッケー等）
- 庭球場（テニス）
- 登はん競技場

### 過去にあったもの
- 紀三井寺競馬場（1987年廃止。現在和歌山県立医科大学附属病院敷地）

## アクセス
- 〒640-0014和歌山県和歌山市毛見200番地
- JRきのくに線紀三井寺駅より徒歩約30分
- JR和歌山駅、南海和歌山市駅、海南駅より和歌山バスを利用し「競技場前」下車、徒歩約3分